# 8.11 PAGODA
『8.11 PAGODA』（8.11 パゴダ）は、チューリップのライブアルバム。1984年9月29日発売。

## 解説
同年8月11日に神奈川県の芦ノ湖畔で行われた屋外ライブ「TULIP LAND in 芦ノ湖」の様子の一部を収録したアルバムである。翌年に安部俊幸、姫野達也、伊藤薫の三人が脱退したため、チューリップにとっては第2期最後のライブ盤となった。写真集、ビデオも発売された。ビデオ版は、2005年にDVDで発売されたが、アルバム版とは曲順が異なるうえ、カットされた曲及びアルバム未収録の曲がある（これらにも収録されていない曲が存在する）。2022年現在廃版。
1980年代に入ってから展開していた宇宙路線が行くところまで行き、演出もそれに沿ったものになっていたため、ジャケットも終盤で舞台上に仏像を思わせる頭部が出現した際の様子と、会場に設置された仏塔状のオブジェクトを切り取ったデザインになっている。
なお、これまでLP版が発売されたのみで、2022年現在までCD化はされていない。

## 収録曲
SIDE 1
1. THE 10th ODYSSEY
  - 作詞／作曲：財津和夫　ボーカル：財津和夫
2. エジプトの風
  - 作詞／作曲：宮城伸一郎　ボーカル：宮城伸一郎
3. "Feel It"
  - 作詞／作曲：財津和夫　ボーカル：財津和夫
  - ビデオ版には未収録。
4. 星のコラージュ
  - 作詞：伊藤薫／作曲：安部俊幸　ボーカル：伊藤薫
5. Wake Up　※財津のソロ楽曲
  - 作詞／作曲：財津和夫　ボーカル：財津和夫
  - サビの「Wake up Wake Up」の部分は、財津自身によるコーラスが重ねられており、当日のライブ会場でもこの状態でスピーカーから流されていた。
  - 上記のような状態だったため、財津は耳にヘッドホンをして音をとっていた。

SIDE 2
1. セプテンバー
  - 作詞／作曲：財津和夫　ボーカル：財津和夫
  - ビデオ版には未収録。
2. 青春の影
  - 作詞／作曲：財津和夫　ボーカル：財津和夫
3. 虹とスニーカーの頃
  - 作詞／作曲：財津和夫　ボーカル：財津和夫
4. 銀の指環
  - 作詞／作曲：財津和夫　ボーカル：財津和夫・姫野達也・宮城伸一郎・伊藤薫
  - 次曲と共に、ライブの途中で披露された生ギターのコーナーから収録された曲で、安部以外のメンバーが交代でボーカルを担当しており、ハワイアンなアレンジが施されたバージョン。
5. Norwegian Wood
  - 作詞／作曲：Lennon-McCartney　ボーカル：財津和夫
  - シタールを安部が担当している。ビデオ版には未収録。
6. 逃避行　※財津のソロ楽曲
  - 作詞／作曲：財津和夫　ボーカル：財津和夫

SIDE 3
1. 愛の迷路
  - 作詞／作曲：財津和夫　ボーカル：財津和夫
2. 夏の夜の海
  - 作詞／作曲：財津和夫　ボーカル：財津和夫
  - ビデオ版には未収録。
3. この小さな掌（詩歩子へ）
  - 作詞：財津和夫／作曲：姫野達也　ボーカル：姫野達也
4. 生まれる星
  - 作詞／作曲：財津和夫　ボーカル：財津和夫
5. Shooting Star
  - 作詞／作曲：財津和夫　ボーカル：財津和夫

SIDE 4
1. 光の輪　※財津のソロ楽曲
  - 作詞／作曲：財津和夫　ボーカル：財津和夫
2. OUR SONG
  - 作詞／作曲：財津和夫　ボーカル：財津和夫
  - このライブでお披露目となった楽曲。
  - メンバーが演奏を終えると同時にオーケストラと合唱によるバージョンが流れ始め、それをバックに舞台後方に巨大な仏像を思わせる頭部が出現し、メンバー5人が退場する演出がされた。
3. The Halo
  - 作詞／作曲：財津和夫　ボーカル：財津和夫
  - ビデオ版には未収録。
4. 心の旅
  - 作詞／作曲：財津和夫　ボーカル：姫野達也
  - 当時ライブのセットリストからは外れることが多く、1979年夏の8大都市ツアーを最後に演奏されていなかったが、久々に演奏された。
  - 姫野がこの翌年脱退したため、再び演奏されるのは1989年の解散ツアーまで待たなければならなかった。
5. 夢中さ君に
  - 作詞／作曲：財津和夫　ボーカル：財津和夫

## ビデオ版
1. Shooting Star
2. THE 10th ODYSSEY
3. WAKE UP
4. エジプトの風
5. 星のコラージュ
6. 2222年ピクニック
  - アルバムには未収録。
7. ぼくがつくった愛のうた（いとしのEmily）
  - 翌1985年のシングル『もっと幸せに素直になれたら』のカップリングとして収録。
8. 青春の影
9. 虹とスニーカーの頃
10. 銀の指環
11. 逃避行
12. 愛の迷路
13. この小さな掌（詩歩子へ）
14. 生まれる星
15. 光の輪
16. OUR SONG
17. 心の旅
18. 夢中さ君に
19. 大魔法の黄色い靴
  - アルバムには未収録。

## クレジット
- RECORDING STUFF
- Producer: KAZUNAGA NITTA
- Director: & Engineer: TAKESHI ITO
- Assistant: KATSUSHI HATAKEYAMA YOSHIKAZU NAKABAYASHI
- General Manager: HIDEKI ASO
- Manager: HIDEO SETO SHOGO TANAKA
- Equipment Crew: MASAHIRO SATO WATARU SHIMAMURA HIROSHI ICHII
- Album Design: TAKUYA OHNO SEIJI KONNO
- Photograph: SHUSUKE MATSUURA MASAHIRO FUJITA SEIJI OHTSUKA
- ALL SONGS’ WRITTEN, COMPOSED, AND PERFORMED BY TULIP
- RECORDED AT TULIP LAND IN ASHINOKO ON AUGUST 11, 1984.
- RE-MIXED AT STUDIO TAKE ONE
- EXECTIVE MANAGEMENT BY CRICKET
- CONCERT STUFF
- Stage Producer: EIJI OKADA
- Stage Manager: TAKASHI AOBAYASHI
- Sound Engineer: JUNICHI IIOKA
- Lighting Engineer: MITSUMASA HAYASHI
- Promoter: MUSICAL STATION
- HOT STUFF PROMOTION
- YOUR SONG
- AKITA SHONON
- HAND MADE
- KYODO HOKURIKU
- SWAT
- DISK GARAGE
- KYODO YOKOHAMA
- SHAMUNEKO KIKAKU
- SUNDAY FOLR PROMOTION
- MUSIC FORUM
- KUSU MUSIC
- I dedicate this record to. (RUMBLE FISH)